# Oryzomys curasoae
Oryzomys gorgasi là một loài động vật có vú trong họ Cricetidae, bộ Gặm nhấm. Loài này được McFarlane & Debrot mô tả năm 2001.

## Hình ảnh

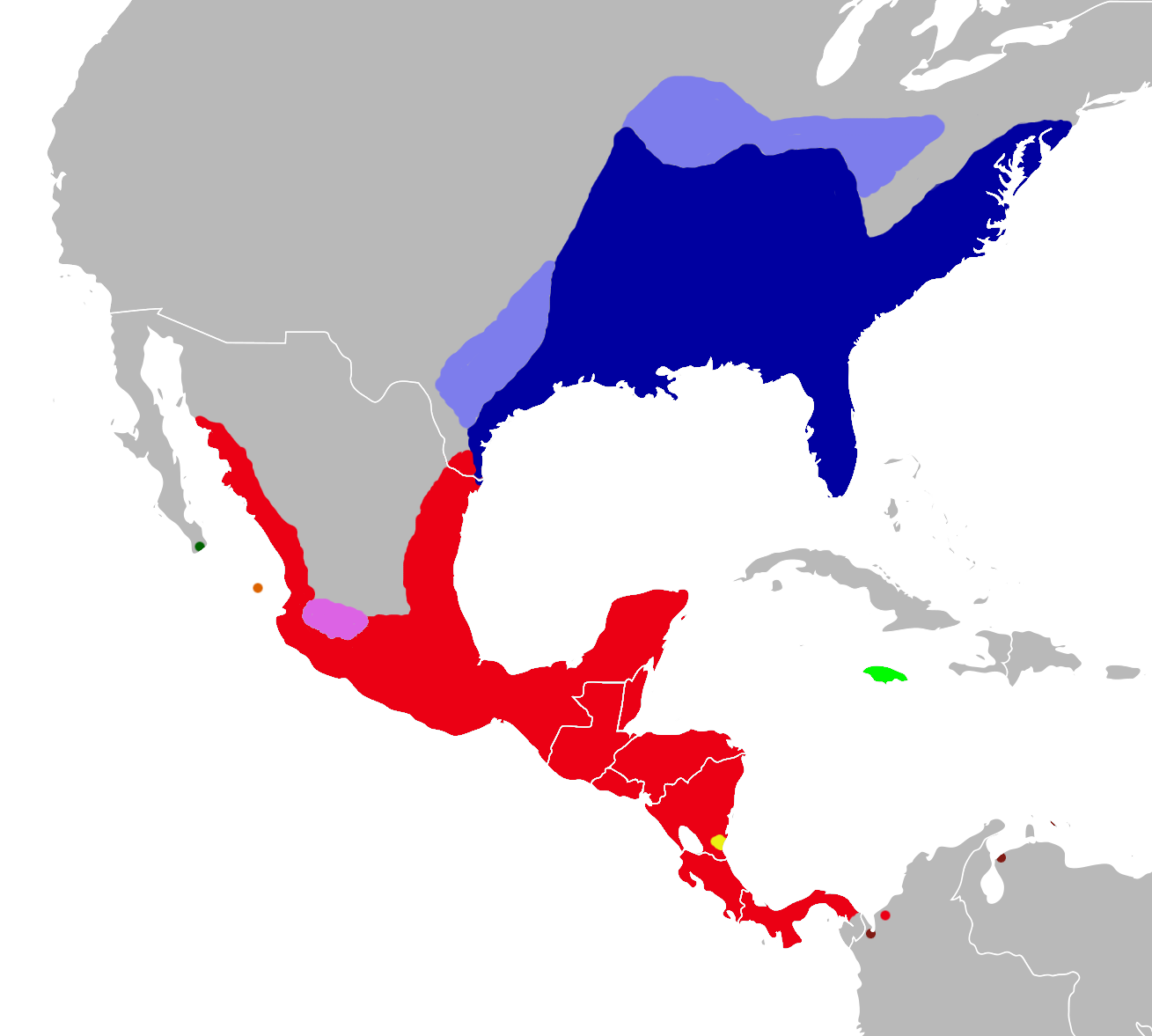